# Coppa Caduti di Reda
La Coppa Caduti di Reda è una corsa in linea di ciclismo su strada riservata a Elite e Under-23 che si disputa ogni aprile a Reda di Faenza, in provincia di Ravenna. È inclusa nel calendario nazionale, e dal 2021 è classificata dall'UCI come prova di classe 1.12.

## Storia
La Coppa Caduti di Reda viene organizzata dalla Società Cicloturistica "La Roda" di Reda e si svolge intorno a Faenza, in provincia di Ravenna. La caratteristica di questa corsa è la presenza di sette "strappi", salite brevi ma ripide tipiche delle colline faentine, che la rendono simile alle classiche del Nord. Molti dei vincitori di questa corsa sono poi diventati professionisti: tra essi Fabiano Fontanelli, Cristian Moreni, Leonardo Bertagnolli, Mauro Da Dalto, Matteo Montaguti, Alan Marangoni ed Elia Viviani.

## Albo d'oro
Aggiornato all'edizione 2023.
| Anno | Vincitore                             | Secondo                               | Terzo                                 |
| ---- | ------------------------------------- | ------------------------------------- | ------------------------------------- |
| 1982 | Riccardo Conti                        |                                       |                                       |
| 1983 | Gilberto Bartolini                    |                                       |                                       |
| 1984 | Gualtiero Brunetti                    |                                       |                                       |
| 1985 | Andrea Govoni                         |                                       |                                       |
| 1986 | Fabiano Fontanelli                    |                                       |                                       |
| 1987 | Roberto Vitri                         |                                       |                                       |
| 1988 | Stefano Cembali                       |                                       |                                       |
| 1989 | Andrea Masironi                       |                                       |                                       |
| 1990 | Massimiliano Semini                   |                                       |                                       |
| 1991 | Nicola Loda                           |                                       |                                       |
| 1992 | Davide Taroni                         |                                       |                                       |
| 1993 | Samuele Schiavina                     |                                       |                                       |
| 1994 | Silvio Caviglia                       |                                       |                                       |
| 1995 | Claudio Camin                         |                                       |                                       |
| 1996 | Cristian Moreni                       |                                       |                                       |
| 1997 | Paolo Bossoni                         |                                       |                                       |
| 1998 | Eliseo Dal Re                         |                                       |                                       |
| 1999 | Gianluca Cavalli                      |                                       |                                       |
| 2000 | Eliseo Dal Re                         |                                       |                                       |
| 2001 | Leonardo Bertagnolli                  |                                       |                                       |
| 2002 | Juri Alvisi                           |                                       |                                       |
| 2003 | Andrea Sanvido                        |                                       |                                       |
| 2004 | Mirko Allegrini                       |                                       |                                       |
| 2005 | Mauro Da Dalto                        |                                       |                                       |
| 2006 | Alessandro Proni                      | Vladimir Autka                        | Matteo Montaguti                      |
| 2007 | Federico Vitali                       | Marco Canola                          | Rafael Infantino                      |
| 2008 | Alessandro Raisoni                    | Alan Marangoni                        | Denis Farkhutdinov                    |
| 2009 | Elia Viviani                          | Marco Benfatto                        | Davide Gomirato                       |
| 2010 | Edoardo Costanzi                      | Thomas Tiozzo                         | Sonny Colbrelli                       |
| 2011 | Andrei Nechita                        | Anatoliy Kashtan                      | Marco Canola                          |
| 2012 | Alberto Cecchin                       | Nicola Boem                           | Matthias Krizek                       |
| 2013 | Gianluca Leonardi                     | Michele Simoni                        | Daniele Cavasin                       |
| 2014 | Eugert Zhupa                          | Daniele Cavasin                       | Davide Gomirato                       |
| 2015 | Andrea Toniatti                       | Nicolò Rocchi                         | Alfio Locatelli                       |
| 2016 | Andrea Toniatti                       | Gianluca Milani                       | Jacopo Mosca                          |
| 2017 | Andrea Toniatti                       | Nicolò Rocchi                         | Damiano Cima                          |
| 2018 | Davide Leone                          | Francesco Baldi                       | Giacomo Zilio                         |
| 2019 | Davide Plebani                        | Artur Sowiński                        | Pietro Di Genova                      |
| 2020 | annullata per la pandemia di COVID-19 | annullata per la pandemia di COVID-19 | annullata per la pandemia di COVID-19 |
| 2021 | Mattia Petrucci                       | Stefano Gandin                        | Walter Calzoni                        |
| 2022 | Francesco Di Felice                   | Matteo Baseggio                       | Michael Zecchin                       |
| 2023 | Lorenzo Nespoli                       | Roman Ermakov                         | Edoardo Faresin                       |